# Pojav Goos-Hänchenove
Pojav Goos-Hänchenove (tudi premik Goos-Hänchenove) je optični pojav v katerem linearno polarizirana svetloba doživi premik vzdolž odbojne površine na kateri se popolno odbije. Premik je pravokoten na smer gibanja, pojavlja pa se samo pri prehodu svetlobe iz optično gostejše snovi v optično redkejšo snov (iz snovi z večjim lomnim količnikom v snov z manjšim lomnim količnikom).
Pojav je predvidel že angleški fizik, matematik, astronom, filozof, ezoterik in alkimist Isaac Newton (1643–1727). Prva pa sta ga leta 1943 eksperimentalno potrdila nemški fizik in astronom Fritz Goos (1883–1968) in nemška fizičarka Hilda Hänchen (1919–2013).
Velikost premika je od 10 do 1000 nm .
Podoben je pojav Imbert-Fjodarava, ki pa se opaža s krožno ali eliptično polarizirano svetlobo.